# Avenue Joseph Borlé
L'avenue Joseph Borlé est une rue bruxelloise de la commune d'Auderghem située dans le quartier du Transvaal qui relie l'avenue des Frères Goemaere à l'avenue Joseph Chaudron sur une longueur de 90 mètres. La numérotation des habitations va de 5 à 23 pour le côté impair et de 4 à 20 pour le côté pair.

## Historique et description
L'artère fut construite en 1927 et le collège lui donna son nom le 16 avril 1927[réf. souhaitée].

### Origine du nom
Cette avenue porte le nom de l'adjudant du génie Joseph Alexandre Louis Borlé, né à Bruxelles le 25 janvier 1877 et tué à l'ennemi à Dixmude le 12 juin 1915 lors de la première guerre mondiale.

## Inventaire régional des biens remarquables
- Premier permis de bâtir délivré le 16 avril 1927 pour les nos 10 et 12.